# دوري كوستاريكا لكرة القدم 2004-05
دوري كوستاريكا لكرة القدم 2004-05 (بالإسبانية: Campeonato de Fútbol de Costa Rica 2004-2005)‏ هو موسم من دوري كوستاريكا لكرة القدم. أقيم خلال الفترة 21 أغسطس 2004 وحتى 28 مايو 2005، وكان عدد الأندية المشاركة فيه 12، وفاز فيه نادي ألاجولينسي.